# 宝峰彝族乡
宝峰彝族乡，是中华人民共和国四川省雅安市荥经县下辖的一个乡镇级行政单位。

## 行政区划
宝峰彝族乡下辖以下地区：
田坝村、莲池村和杏家村。